# Двугребнехвостая сумчатая мышь
Двугребнехвостая сумчатая мышь, гребнехвостая сумчатая крыса (лат. Dasyuroides byrnei) — единственный вид в роде двугребнехвостых сумчатых мышей (Dasyuroides), входящем в состав семейства хищных сумчатых.

## Подвиды и распространение
Вид был впервые описан в 1896 году сэром У. Б. Спенсером. Выделяются два подвида:
- D. b. byrnei, обитает в северо-восточной части своего ареала.
- D. b. pallidior, обитает в юго-западной части своего ареала.

Обитает в пустынях и полупустынях австралийских штатов Квинсленд и Южная Австралия. Встречается также на юге Северной территории.

## Внешний вид
Является мелким млекопитающим. Внешне похожа на крысу. Длина тела составляет 14—18 см, хвоста — 13—14 см. Вес 70—140 г (самцы обычно на 30 г тяжелее самок). Голова удлинённая, уши средние. Основание хвоста почти не утолщено. На кончике с нижней и верхней стороны имеется гребень чёрных волос. Тело покрыто мягким мехом. Спина и бока имеют сероватый оттенок, часто с рыжим оттенком. Брюхо и лапы белые. Лапы узкие. На задних конечностях отсутствует первый палец. Подошвы лап покрыты волосами.

## Образ жизни
Являются хищниками. Основу рациона составляют различные насекомые, пауки, а также небольшие позвоночные, в том числе грызуны, птицы и ящерицы. Обитают в небольших норах. Активность приходится на ночь. Ведут наземный образ жизни, хотя с лёгкостью могут вскарабкаться на вертикальную поверхность на высоту свыше 45 см.

## Размножение
Выводковая сумка почти не развита. Период размножения приходится на май — октябрь. В выводке обычно 5—6 детёнышей. Беременность длится в течение 32 дней. Продолжительность жизни — 3—6 лет.